# (33006) 1997 EJ6
1997 EJ6 (asteroide 33006) é um asteroide da cintura principal. Possui uma excentricidade de 0.13672530 e uma inclinação de 11.28502º.
Este asteroide foi descoberto no dia 6 de março de 1997 por Klet em Kleť.